# 全皇后 (南宋)
全皇后（1241年—1309年），南宋度宗元后，宋朝末任皇后，帝㬎生母。

## 系谱
会稽人，父昭孙，岳州知府。

## 册立
宋理宗朝，昭孙自岳州还，适元兵围潭州，死国。
度宗立为皇子，丁大全为选妃，意在临安知府顾嵓女。丁大全罢去，顾嵓亦免。大臣以全氏慈憲夫人外戚，且忠臣之后，招之宫中。上慰问曰：“尔父昭孙，昔在宝祐间没于王事，每念之令人可哀”。答：“妾父可念，淮湖之民尤可念也”。以为深刻。景定二年十一月封永嘉郡夫人，加授其弟永堅官位。十二月命为太子妃。度宗即位，咸淳三年正月册立。生子为恭帝。追赠三代，及于諸弟清夫、庭輝。

## 大都
恭帝继位，尊为皇太后。太皇太后謝氏临朝。1276年，元军围临安。宋纳降表，三宫徙大都。苦于水土，忽必烈察必皇后请许为道士放还，不果。依止正智寺为尼，终元世。
| 前任： 謝皇后 | 宋朝皇后 1267年—1274年 | 繼任： 察必皇后 元朝皇后 |